# Elwood-Magnolia
Elwood-Magnolia es un lugar designado por el censo ubicado en el condado de Atlantic en el estado estadounidense de Nueva Jersey. En el año 2000 tenía una población de 1.392 habitantes y una densidad poblacional de 166.7 personas por km².

## Geografía
Elwood-Magnolia se encuentra ubicado en las coordenadas 39°34′39″N 74°42′59″O / 39.57750, -74.71639.

## Demografía
Según la Oficina del Censo en 2000 los ingresos medios por hogar en la localidad eran de $42,105 y los ingresos medios por familia eran $44,688. Los hombres tenían unos ingresos medios de $31,516 frente a los $24,167 para las mujeres. La renta per cápita para la localidad era de $13,678. Alrededor del 24.5% de la población estaba por debajo del umbral de pobreza.